# 142757 Collinge
142757 Collinge este un asteroid din centura principală de asteroizi.

## Descriere
142757 Collinge este un asteroid din centura principală de asteroizi. A fost descoperit pe 5 octombrie 2002 la Apache Point Observatory în cadrul programului Sloan Digital Sky Survey. Asteroidul prezintă o orbită caracterizată de o semiaxă mare de 2,54 ua, o excentricitate de 0,11 și o înclinație de 14,7° în raport cu ecliptica.